# عشق در نگاه اول
عشق در نگاه اول یک تجربه شخصی و یک استعاره رایج در آثار خلاقانه است: یک شخص یا شخصیت یک جاذبه عاشقانه آنی، شدید و در نهایت طولانی مدت نسبت یک غریبه که او را برای اولین دیده، احساس می‌کند. شاعران و نویسندگان این احساس از زمان پیدایش یونان باستان توصیف کرده‌اند.

## مفاهیم تاریخی

### یونانی
در دنیای کلاسیک، پدیده «عشق در نگاه اول» در چارچوب یک مفهوم کلی تر از عشق پرشور، نوعی جنون یا به قول یونانی‌ها، تیا مانیا («دیوانگی از جانب خدایان») شناخته می‌شد. این اشتیاق عاشقانه از طریق یک اثر روان‌شناختی استعاری و اسطوره‌ای پیچیده شامل «تیرهای عشق» یا «'پیکان‌های عشق» توصیف می‌شود، که اغلب از اساطیری چون اروس یا کوپید و گاهی از طرف خدایان اساطیری دیگر چون فم سرچشمه می‌گیرد. گاهی گفته می‌شد که سرچشمه تیرها تصویر زیبای خود مقصود عشق است. اگر این تیرها به چشمان عاشق می‌رسید، به سمت قلب او رهسپار شده و آن «می‌شکافتند» و آنها را غرق در میل و اشتیاق می‌کردند (درد عشق). تصویر «زخم تیر» گاهی برای ایجاد تناقض و برنهاد بلاغت استفاده می‌شد.
«عشق در نگاه اول» به عنوان فریب دادن ناگهانی و آنی عاشق از طریق عمل این مراحل توضیح داده شد و در آثار یونانی و رومی متعددی به تصویر کشیده شده است. در دگردیسی‌ها که حماسه ۸ام پس از میلاد اووید است، نارکیسوس بلافاصله توسط تصویر خود (بی اطلاع او) طلسم و جذب می‌شود و اخو نیز در نگاه اول عاشق نارکیسوس می‌گردد. در لوسیپ و کلیتفون اثر آشیل تاتیوس، کلیتوفون عاشق تجربه خود از این پدیده را چنین توصیف می‌کند: «به محض اینکه او را دیدم، گم شدم؛ زیرا زخم زیبایی از هر سلاحی تیزتر است و از چشم‌ها تا روح را می‌شکافد. زخم عشق از مسیر چشم می‌گذرد و من اکنون قربانی انبوهی از احساسات شده‌ام …»
تفسیر کلاسیک دیگری از پدیده «گرسنگی (اشتیاق) در نگاه اول» در سمپوزیوم افلاطون (حدود ۳۸۵ تا ۳۷۰ قبل از میلاد) یافت می‌شود، در توصیف آریستوفان از جداسازی موجودات دوگانه بدوی به مردان و زنان مدرن و جستجوی بعدی آنها برای نیمه گمشده خود آمده: … «... هنگامی که [عاشقی]... به دیدار نیمه دیگرش سعادت می‌یابد، هر دو چنان سرمست محبت و دوستی و محبت می‌شوند که طاقت نمی‌آورند که یک لحظه همدیگر را از نظر دور کنند».